# Woods Cross
Woods Cross è un comune degli Stati Uniti d'America, nella Contea di Davis (Utah).